# Грабовский, Войцех

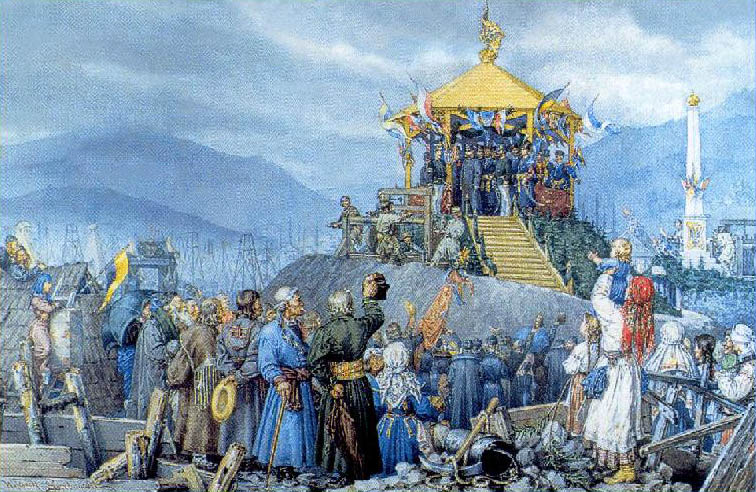
Войцех Грабовский. Визит Императора Франца Иосифа I в Борислав 13.09.1880 г. Акварель

Во́йцех Грабо́вский (пол. Wojciech Grabowski; 1850, Краков, — 1885, Львов) — польский художник, младший брат художника Анджея Грабовского.

## Биография
Учился в Кракове, Мюнхене и Вене. Жил во Львове и, влюбленный в народные мотивы, много путешествовал по Галичине.

## Творчество
В основном, рисунки В. Грабовского выполнены углем, цветными карандашами и акварелью. Среди лучших из них: «4 сезона» (Париж), «Polonus» (коллекция в Рапперсвиль (Санкт-Галлен)), «Жизнь художника», «Ведьмы» и портрет его брата Анджея Грабовского.
Многие его рисунки из жизни народа были помещены в журналах и еженедельниках «Kłosach», «Biesiadzie literackiej» и «Tygodniku Ilustrowanym».

## Ссылка
- Agraart.pl — biogram (недоступная ссылка) (пол.)
- Реестр художников Российской империи, СССР, «русского зарубежья», Российской Федерации и республик бывшего Советского Союза.